# Little Know It All
Little Know It All è un singolo di Iggy Pop del 2003 estratto dall'album Skull Ring. Il brano è realizzato in collaborazione con la band canadese pop punk Sum 41.

## Video musicale
Il singolo ha due tipi differenti di video musicali, uno per il Nord America e uno per l'Europa. Nella versione nordamericana i Sum 41 eseguono il brano in un locale insieme ad Iggy Pop.